# Пецелинг-гомпа

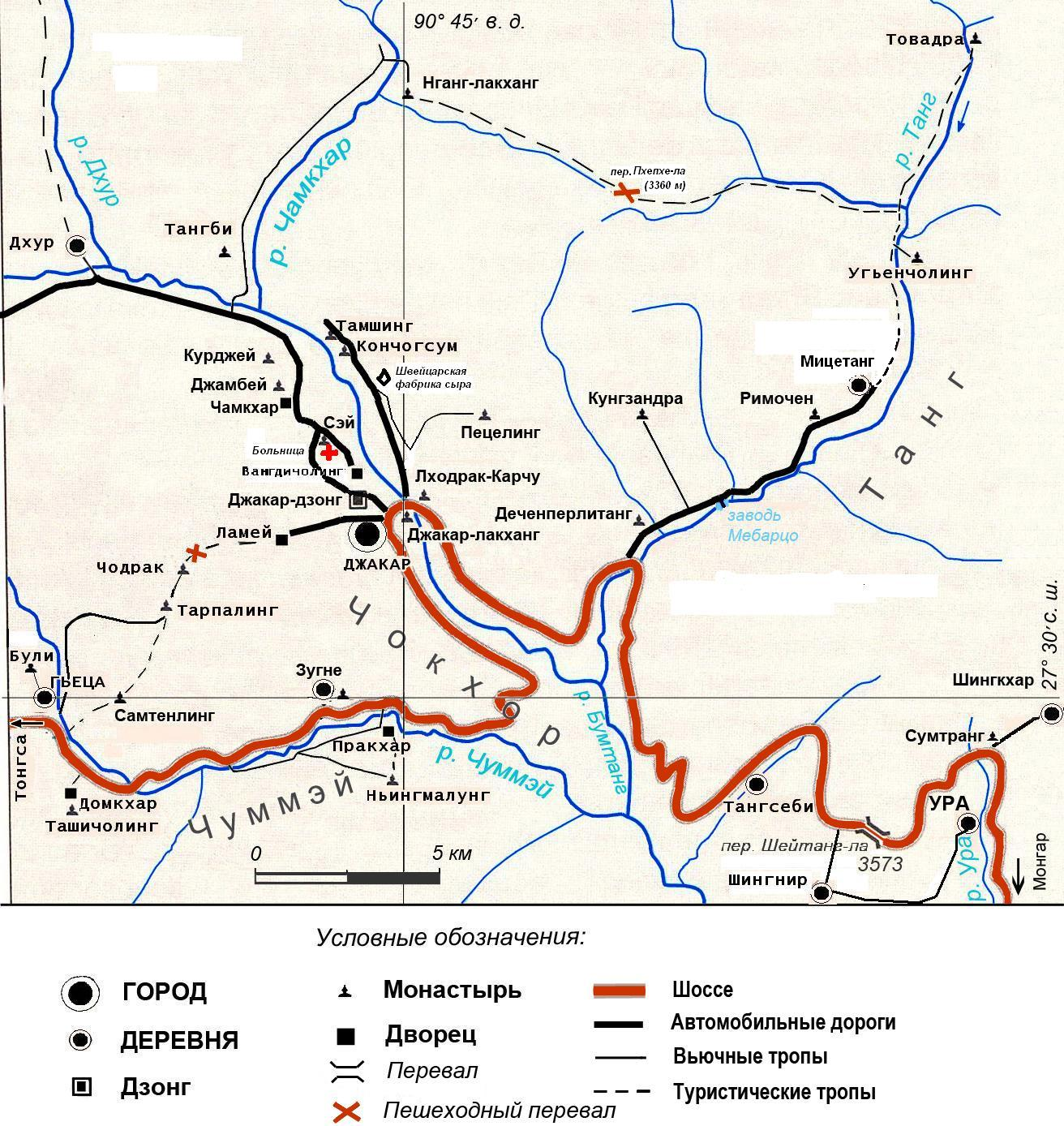
Карта центральной части Бумтанга

Пецелинг-гомпа (дзонг-кэ པད་ཚལ་གྲིང་, вайли petsheling, лат. пецелинг ) — буддийский монастырь школы Ньингма, расположенный в районе Чокхор в Бумтанге, Бутан, в трёх с половиной часах подъёма от города Джакар через лес, на высоте 3460 м. Над монастырём находится перевал Батхе-ла с видом на долину.
Монастырь основал Пема Лингпа.